# New Braunfels
New Braunfels (engelsk: [ˌnjuː ˈbrɔːnfəlz]) er en amerikansk by og admistrativt centrum i det amerikanske county Comal County, i staten Texas. I 2007 havde byen et indbyggertal på 51.804.

## Ekstern henvisning
- New Braunfels hjemmeside Arkiveret 16. februar 2010 hos  Wayback Machine (engelsk)

29°42′6″N 98°7′25″V / 29.70167°N 98.12361°V